# Saint-Cyr, Manche
Saint-Cyr är en kommun i departementet Manche i regionen Normandie i norra Frankrike. Kommunen ligger i kantonen Montebourg som tillhör arrondissementet Cherbourg. År 2022 hade Saint-Cyr 211 invånare.

## Befolkningsutveckling
Antalet invånare i kommunen Saint-Cyr
| Referens: INSEE |